# Lavendel-Sternblüte
Die Lavendel-Sternblüte (Grewia occidentalis), auch Kreuzbeere genannt, ist eine Pflanzenart aus der artenreichen Gattung Sternbüsche (Grewia), die zur Familie der Malvengewächse (Malvaceae) gehört. Sie ist im Südlichen Afrika weit verbreitet.

## Beschreibung

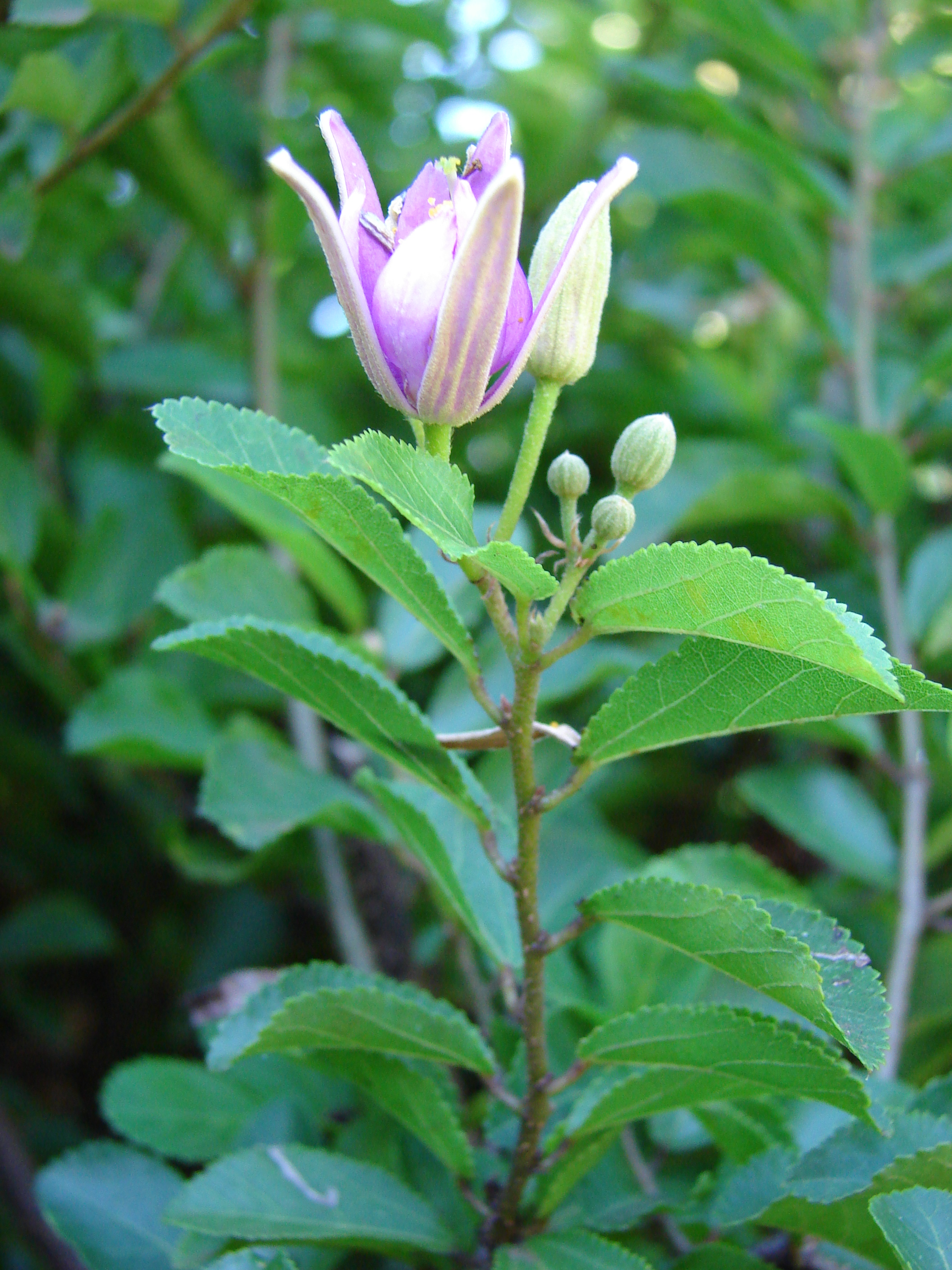
Zweig mit wechselständigen, gestielten, einfachen Laubblättern und Blütenknospen

### Erscheinungsbild und Blatt
Die Lavendel-Sternblüte wächst als laubabwerfender Strauch oder kleiner Baum und erreicht Wuchshöhen von maximal 3 Meter. Sie wächst meist selbständig aufrecht, selten kletternd. Die sehr dünnen Zweig besitzen eine kahle Rinde.
Die wechselständig, in der Regel in horizontaler, dem Licht zugewandter Stellung an den Zweigen angeordneten Laubblätter sind in Blattstiel und -spreite gegliedert. Der kahle Blattstiel ist bis zu 1,3 cm lang. Die einfache, glänzend dunkelgrüne Blattspreite ist bei einer Länge von 2 bis 7,5 cm und einer Breite von 1,5 bis 4 cm eiförmig bis rhombisch oder verkehrt-eiförmig mit einer fast keilförmigen bis gerundeten oder leicht herzförmigen Spreitenbasis und einem spitzen oder gerundeten oberen Ende. Auf der Blattspreite verlaufen drei deutliche Blattadern von ihrer Basis aus. Der Blattrand ist gekerbt bis gezähnt. Die Blattoberseite und -unterseite ist kahl oder leicht flaumig behaart. Die früh abfallenden Nebenblätter sind bei einer Länge von bis zu 4 mm linealisch und flaumig behaart.

### Blütenstand und Blüte
Die Blütezeit reicht in Südafrika von Oktober bis Januar. Ein bis drei bis zu 12 mm lang gestielte Blüten stehen in kleinen Blütenständen, den Laubblättern gegenüber am Zweigende. Der schlanke Blütenstandsschaft ist kahl und etwa 15 mm lang.
Die radiärsymmetrische und sternförmige Blüte mit doppelter Blütenhülle besitzt einen Durchmesser von 1,5 bis 3 cm. Die fünf dicklichen, außen grünlichen, gekielten und flaumig behaarten, innen purpur- oder rosafarbenen Kelchblätter sind bei einer Länge von bis zu 18 mm lanzettlich bis verkehrt-eilanzettlich. Die kleineren fünf, meist purpur-, rosa- oder malvenfarbenen, selten weißen, ein purpurnes Zentrum besitzenden Kronblätter, mit mittiger Leiste, sind bei einer Länge von bis zu 14 mm lanzettlich oder verkehrt-eiförmig mit kurzem Nagel mit einer größeren Nektardrüse. Das Androgynophor, mit einigen ungleich langen Staubblättern mit gelblichen bis rötlichen Staubfäden und gelben Antheren, ist bis zu einer Höhe von etwa 1 mm kahl und die obersten 3 mm sind intensiv flaumig behaart. Der vierlappige, oberständige Fruchtknoten ist dicht behaart. Der bis zu 10 mm lange, kahle Griffel endet in einer gelappten, grünen Narbe.

### Frucht

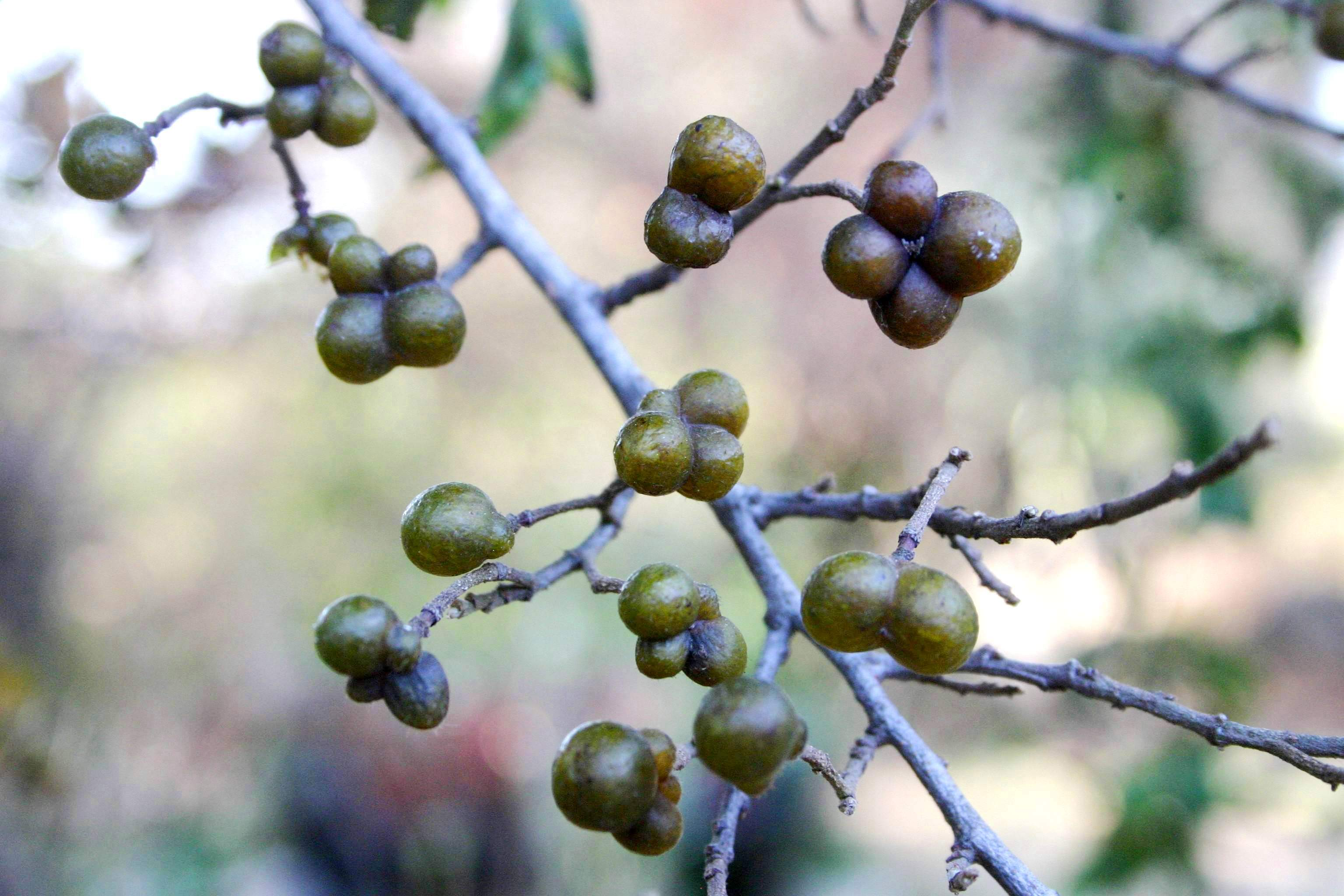
Früchte am Strauch

Die glänzende, kahle Steinfrucht ist bei einem Durchmesser von 2 bis 5 cm deutlich vierteilig, -lappig (was auch in den in Südafrika gebräuchlichen englischen Trivialnamen „Cross-berry“ oder „Four-corner“ zum Ausdruck kommt). Die etwas fleischigen Früchte ändern ihre Farbe zur Reifezeit (Januar bis Mai) von Rötlichbraun zu Hellviolett und bleiben lange Zeit am Strauch hängen.

## Verbreitung und Ökologie
Das natürliche Verbreitungsgebiet von Grewia occidentalis liegt im Südlichen Afrika: es reicht in Südafrika von der westlichen Kapregion über Botswana sowie Namibia bis nach Simbabwe und Mosambik.
Ihr Lebensraum umfasst die Trockengebiete der Karoo und Küstendünenvegetation bis hin zu immergrünen Bergwäldern. Im Highveld wächst sie oft in Buschgruppen an felsigen Standorten, häufig im Schatten höherer Bäume.
Die Blätter werden von Rindern, Ziegen und Wildtieren (etwa Nashorn, Giraffen, Nyalas und Duckern) gefressen. Die Raupen der Schmetterlingsarten Eagris nottoana und Netrobalane canopus ernähren sich ebenfalls von ihren Blättern.
Reife Früchte sind Nahrung für verschiedene Vogelarten wie Mausvögel oder Bülbüls sowie verschiedene Säugetiere. Studien zeigten, dass eine Passage der Samen durch den Darm von Pavianen oder anderen Affenarten deren Keimrate steigert, da dadurch chemische Keimungshemmer neutralisiert werden.

## Systematik
Die Erstveröffentlichung von Grewia occidentalis erfolgte durch 1753 Carl von Linné in Species Plantarum, 2, S. 964. Das Artepitheton occidentalis bedeutet westlich. Synonyme für Grewia occidentalis L. sind: Grewia chirindae Baker f., Grewia microphylla Weim.
Die Gattung Grewia gehört heute zur Unterfamilie Grewioideae und wurde früher zur Familie der Lindengewächse (Tiliaceae) gestellt, die heute auch eine Unterfamilie der Familie der Malvengewächse (Malvaceae) ist.

## Nutzung
Das Holz wurde zur Herstellung von Bögen und Speerschäften genutzt.
Die Früchte werden roh verwendet aber besonders in Gebieten, in denen sie hohen Zuckergehalt erreichen, für den späteren Verzehr getrocknet (oder später in Milch aufgekocht). Teilweise wird auch Bier aus ihnen hergestellt.
In der Volksmedizin besitzt die Lavendel-Sternblüte hohe Bedeutung. In heißem Wasser eingeweichte Rinde wird zur Behandlung von Wunden verwendet. Pulverisierte Borke soll, zum Waschen der Haare verwendet, deren Ergrauen verhindern. Außerdem wurden Pflanzenteile zur Behandlung von Impotenz oder Unfruchtbarkeit eingesetzt. Wurzelextrakte sollten Geburten erleichtern.
Grewia occidentalis ist eine dekorative Zierpflanze, die auch leichte Fröste und Trockenheit erträgt.